# Frederator Studios
Frederator Studios est un studio d'animation américain indépendant fondé par Fred Seibert en 1997. Il lance ses premières productions en 1998. Le studio se base relativement sur des artistes écrivant et dessinant leur propre œuvres. Leur slogan est "Original Cartoons since 1998" (en français: "Dessins-animés originaux depuis 1998"). La société est située à New York aux États-Unis.

## Historique
Les débuts de la société Frederator a été lancé par une émission de télévision intitulée Oh Yeah! Cartoons, dans laquelle il y a eu trois spin-off: Mes parrains sont magiques, ChalkZone, et Jenny Robot, en addition avec environ 51 courts-métrages par créateurs tels que Butch Hartman, Rob Renzetti, Tim Biskup, et Carlos Ramos. Oh Yeah! Cartoons  est une reprise de l'émission What a Cartoon! dans laquelle les courts-métrages des productions Hanna-Barbera et Cartoon Network étaient inclus, et dans laquelle Hanna-Barbera achètera des dessins-animés tels que Le Laboratoire de Dexter, Johnny Bravo, Cléo et Chico, Les Supers Nanas et Courage, le chien froussard.
Le 1er novembre 2005, Frederator lance le tout premier podcast de cartoons nommé Channel Frederator. Cette chaîne d'animation semestrielle diffuse des dessins-animés à travers le monde, et devient rapidement la principale attraction sur iTunes d'Apple.  Channel Frederator a atteint environ 4,000,000 de visionnements mensuels.
Le 25 juin 2007, un article du magazine américain Variety annonce que le studio lance une autre société du nom de Frederator Films, dédiée aux films à budget de moins de 20 millions de dollars. L'un des premiers films de Frederator est labelé Paramount Pictures, coproduit avec Bad Robot Productions de J. J. Abrams. Random! Cartoons est la dernière des séries produites par Frederator.

## Filmographie
- 1998-2001 : Oh Yeah! Cartoons
- 2002-2017 : Mes parrains sont magiques
- 2001–2004 : Samouraï Jack
- 2002-2008 : ChalkZone
- 2003-2009 : Jenny Robot
- 2004- présent : The Nicktoons Film Festival
- 2006-2010 : Wow! Wow! Wubzy!
- 2010-2012 : Fanboy et Chum Chum
- 2010-2018 : Adventure Time
- 2010-2015 : Umizoomi
- 2013 Mundi mondial (aucun fonctionnaire)